# Kosovo aux Jeux olympiques
Le Kosovo participe pour la première fois aux Jeux olympiques lors des Jeux olympiques d'été de 2016 à Rio de Janeiro. Depuis ces Jeux, le pays a décroché trois médailles d'or, toutes en judo chez les femmes.

## Histoire
Avant sa déclaration d'indépendance en 2008, les athlètes du territoire participait dans le cadre du comité olympique de Serbie, nation qui était elle-même antérieurement une composante de la Yougoslavie puis de l'éphémère Serbie-et-Monténégro. Dans la liste des médaillés, plusieurs sportifs étaient d'origine kosovare comme les footballeurs médaillés d'or aux Jeux olympiques de Rome de 1960 (Milutin Šoškić, Fahrudin Jusufi, Vladimir Durković) ou le boxeur Aziz Salihu, médaillé de bronze lors des Jeux de Los Angeles de 1984. Après l'éclatement de la Yougoslavie, seuls les athlètes serbes étaient retenus.[réf. nécessaire]
En 2012, la judokate Majlinda Kelmendi est parvenue à se qualifier et désirait représenter la toute jeune nation aux JO. Cependant, le comité national kosovar n'étant pas encore reconnu, le Comité international olympique (CIO) proposa à Kelmendi de participer comme athlète olympique indépendante, mais elle choisira finalement de participer avec l'Albanie.
En octobre 2014, le comité national olympique du Kosovo est reconnu par le CIO, ce qui permet au pays d'être représenté pour la première fois lors des Jeux olympiques d'été de 2016 à Rio. Majlinda Kelmendi obtient alors la première médaille, par ailleurs en or, du Kosovo en judo dans la catégorie des - 52 kg.
Deux ans plus tard, en 2018, le Kosovo est présent pour ses premiers Jeux olympiques d'hiver lors des XXIIIes Jeux olympiques d'hiver se déroulant à Pyeongchang. Albin Tahiri se qualifie pour toutes les épreuves de ski alpin mais ne remporte pas de médaille.
Lors des Jeux Olympiques de Tokyo de 2020, le Kosovo remporte deux nouvelles médailles d'or en judo chez les femmes, grâce à Distria Krasniqi dans la catégorie des - 48 kg, et à Nora Gjakova dans la catégorie des - 57 kg.

## Tableaux des médailles

### Médailles aux Jeux d'été
| Jeux          | Athlètes | Or | Argent | Bronze | Total | Classement |
| Rio 2016      | 8        | 1  | 0      | 0      | 1     | 54         |
| Tokyo 2020    | 11       | 2  | 0      | 0      | 2     | 42         |
| 🇫🇷 Paris 2024 | 9        | 0  | 1      | 1      | 2     | 84         |
| Total         | 28       | 3  | 1      | 1      | 5     |            |

### Médailles aux Jeux d'hiver
| Jeux             | Athlètes | Or | Argent | Bronze | Total | Classement |
| Pyeongchang 2018 | 1        | 0  | 0      | 0      | 0     | –          |
| Total            | Total    | 0  | 0      | 0      | 0     | –          |